# Dowerin
Dowerin is een plaats in de regio Wheatbelt in West-Australië. Het ligt 156 kilometer ten noordoosten van Perth, 150 kilometer ten westnoordwesten van Merredin en 23 kilometer ten noordoosten van Goomalling.

## Geschiedenis
Ten tijde van de Europese kolonisatie leefden de Balardong Nyungah Aborigines in de streek.
De streek werd in de 19e eeuw bezocht door goudzoekers en schapenhoeders omdat er een betrouwbare waterbron was. Lake Dowerin werd voor het eerst in 1879 op een kaart vermeld. Pas in 1895 vestigden de eerst kolonisten zich er. In 1906 werd de spoorweg vanaf Goomalling verlengd tot in de streek om de landbouw in haar ontwikkeling te ondersteunen. Een jaar later werd aan het eindstation het plaatsje Dowerin officieel gesticht en naar Lake Dowerin vernoemd. Dowerin is afgeleid van een aborigineswoord en betekende afhankelijk van de bron "Port-lincolnparkiet" of "plaats van de werpstok".
In 1912 werd de Dowerin Road Board opgericht en in 1924 haar gebouw recht getrokken. Het postkantoor werd in 1913 gebouwd. De familie O 'Shaughnessy bouwde in 1915 het huis waarin in de jaren 1970 het districtsmuseum zou gevestigd worden.
In 1963 werd een zwembad aangelegd en in 1971 een politiegebouw gezet.

## 21e eeuw
Dowerin is het administratieve en dienstencentrum van het landbouwdistrict Shire of Dowerin. Het is een verzamel- en ophaalpunt voor de oogst van de graanproducenten uit de streek die bij de Co-operative Bulk Handling Group aangesloten zijn.
In 2021 telde Dowerin 436 inwoners, tegenover 473 in 2006.
In het Community Resource Centre is een bibliotheek en een bank gevestigd. Dowerin heeft een zwembad en een districtsschool.

## Transport
Dowerin ligt langs de Goomalling-Wyalkatchem Road die in verbinding staat met de Northam-Pithara Road die de Great Eastern Highway met de Great Northern Highway verbindt.
Net ten noorden van het dorp ligt een startbaan, Dowerin Airport (ICAO: YDON).
De spoorweg door Dowerin maakt deel uit van het Grain Freight Rail Network. De Shire of Dowerin werkt sinds 2010 aan een project om vanuit Goomalling stoomtreinen in te leggen bij festiviteiten in Dowerin.

## Toerisme
In het Community Resource Centre is een toerismekantoor gevestigd waar men informatie kan bekomen over onder meer:
- de Town Heritage Walk Trail, een wandeling langs het erfgoed van Dowerin
- het Dowerin District Museum, een streekmuseum
- Dowerin Lakes & Old Dowerin waar een koperen herdenkingsplaat staat op de plaats waar de eerste kolonisten zich vestigden alvorens Dowerin aan het eindstation van de spoorweg werd gesticht
- de rabbit-proof fence nr. 2 uit 1907-08 die door het district loopt en zich nog in een redelijke staat bevindt
- Tin Dog Creek Walk Trail, bewegwijzerde wandelingen door de natuur in de omgeving van het dorp

## Klimaat
Dowerin kent een warm steppeklimaat, BSh volgens de klimaatclassificatie van Köppen. De gemiddelde jaarlijkse temperatuur bedraagt 18,1 °C en de gemiddelde jaarlijkse neerslag ligt rond 344 mm.

## Galerij

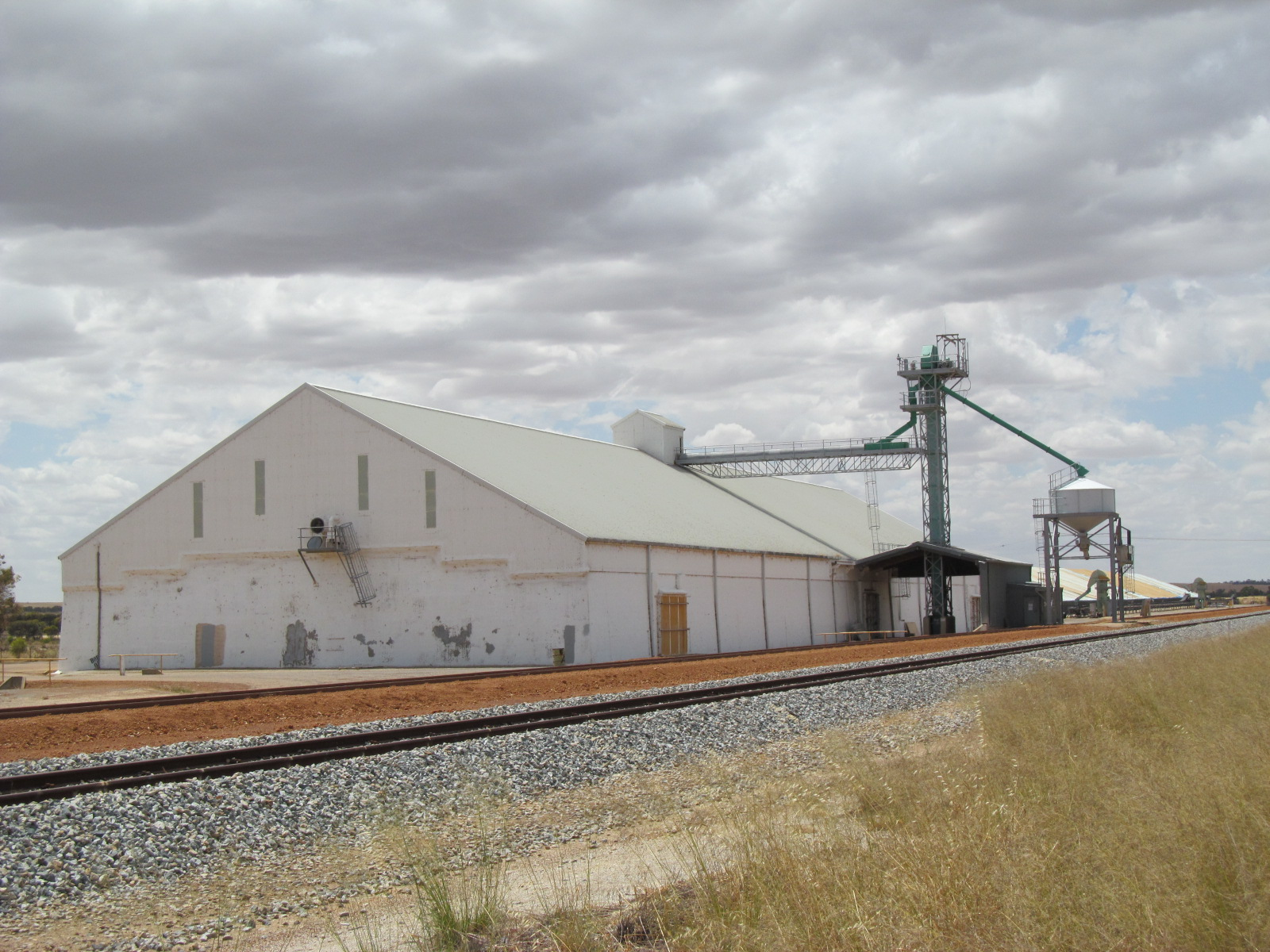
graanoverslag CBH Group
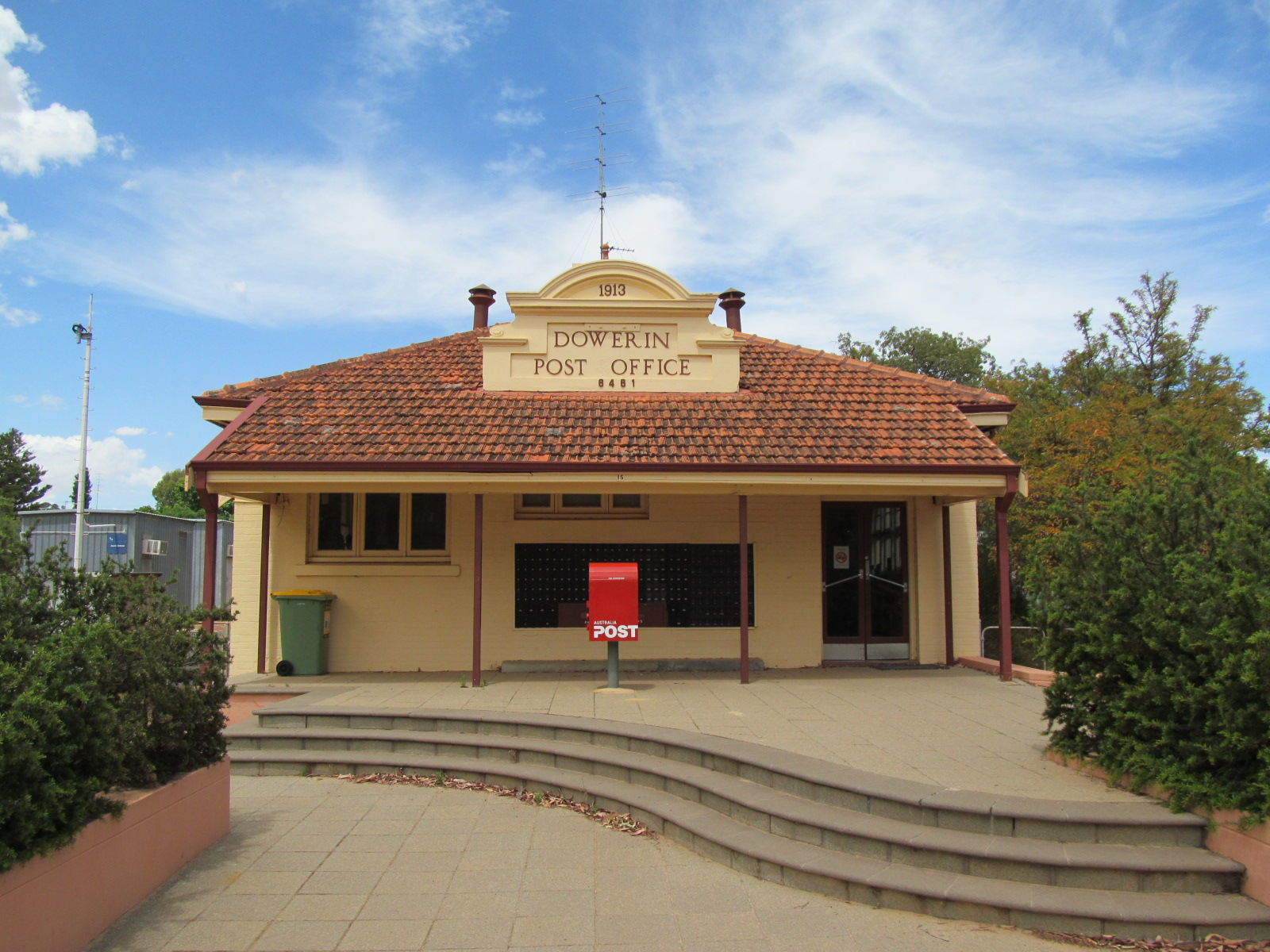
postkantoor uit 1913
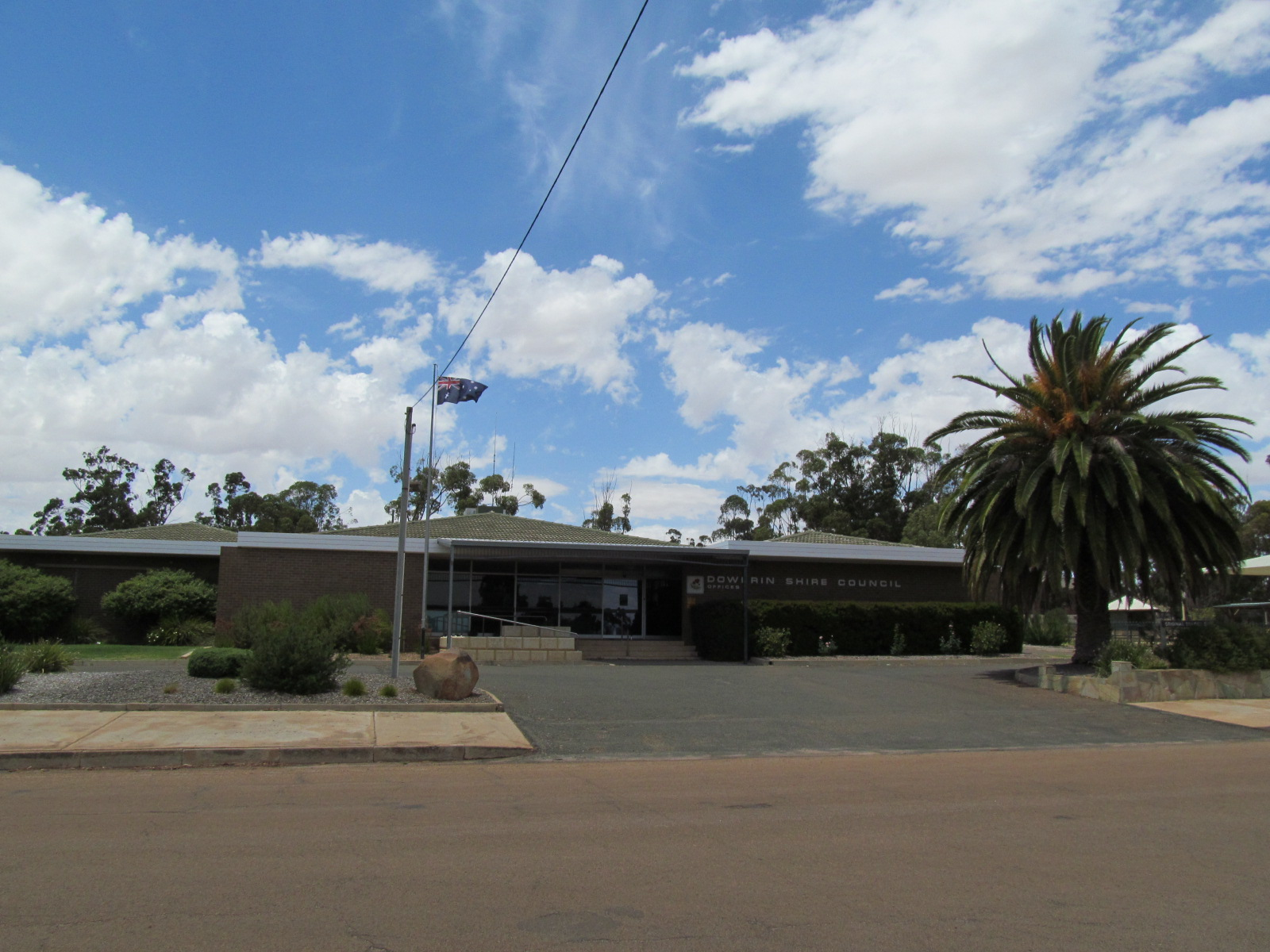
districtsgebouw
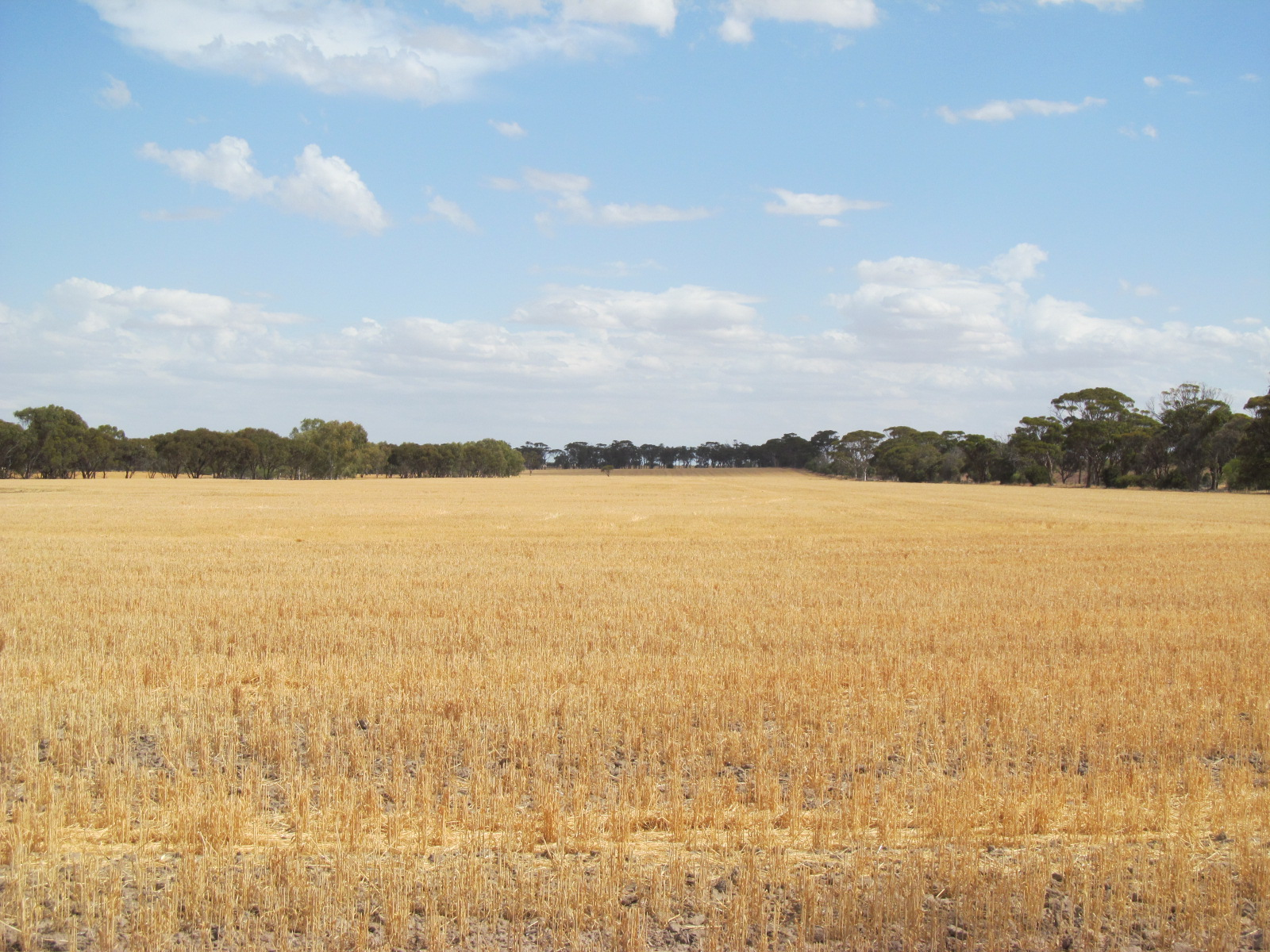
graanveld
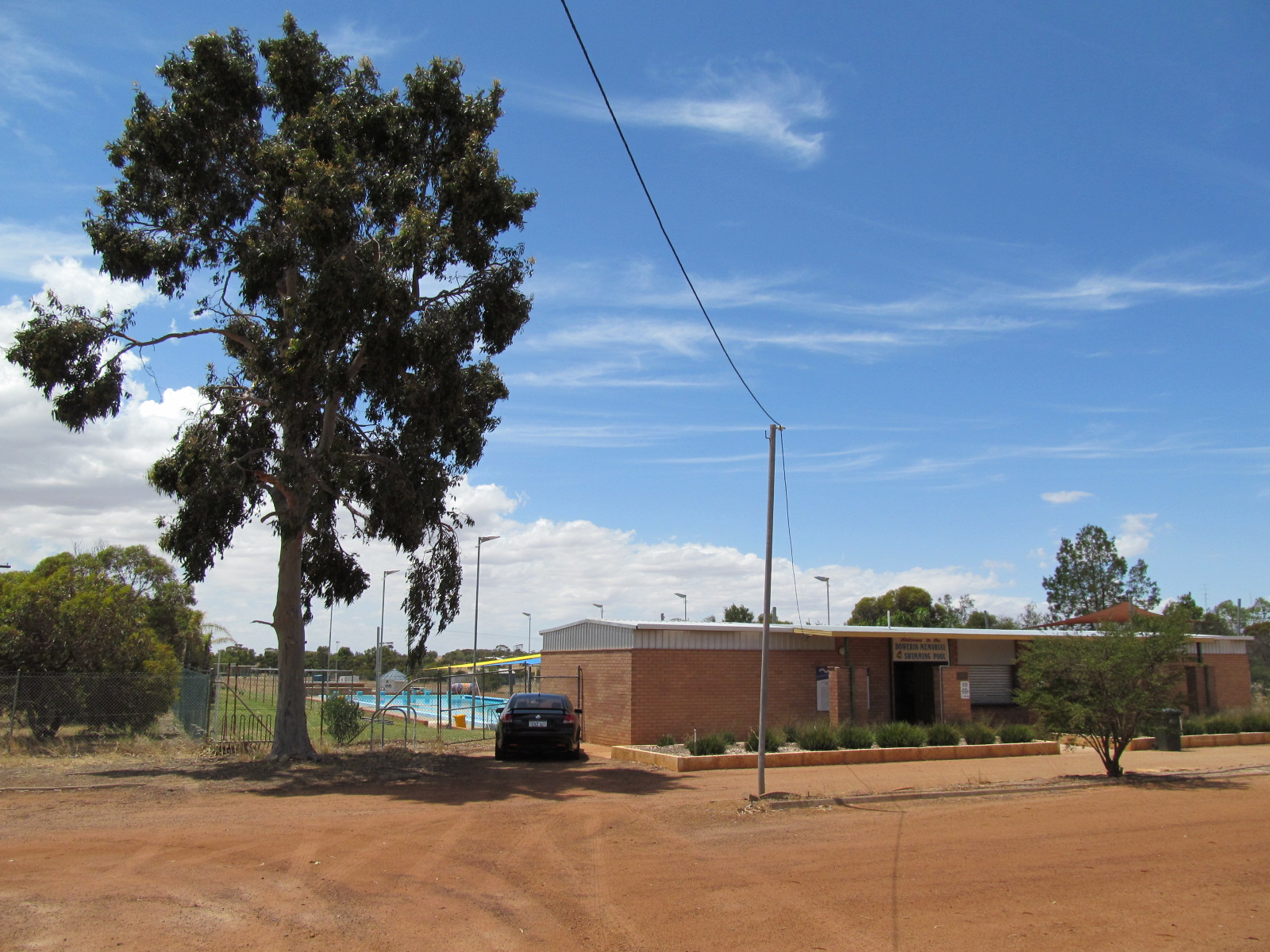
zwembad
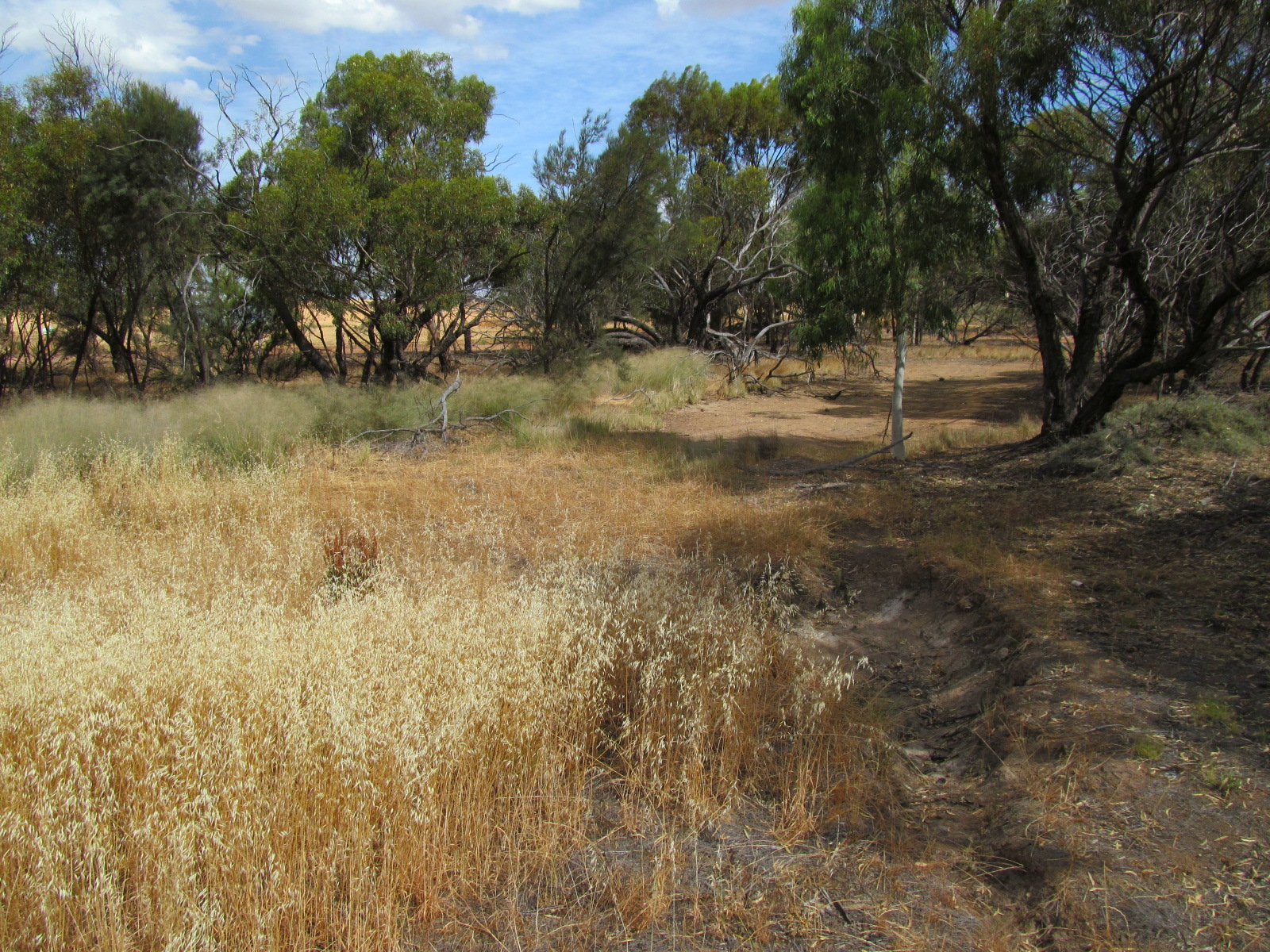
Tin Dog Creek

Aldersyde · Amery · Ardath · Arthur River · Baandee · Babakin · Badgingarra · Badjaling · Bailup · Bakers Hill · Balkuling · Ballaying · Ballidu · Beacon · Beenong · Beermullah · Bejoording · Belka · Bencubbin · Bendering · Benjaberring · Beverley · Bilbarin · Bindi Bindi · Bindoon · Bodallin · Bolgart · Bonnie Rock · Boolading · Booraan · Brookton · Bruce Rock · Bullaring · Bullfinch · Bulyee · Bungulla · Buntine · Burakin · Burracoppin · Cadoux · Calingiri · Campion · Caraban · Carrabin · Cataby · Cervantes · Chandler · Chittering · Clackline · Cold Harbour · Congelin · Coomberdale · Copley · Corrigin · Cowcowing · Crossman · Cuballing · Culbin · Cunderdin · Dalwallinu · Dandaragan · Dangin · Darkan · Dattening · Dongolocking · Doodlakine · Dowerin · Dudinin · Dumbleyung · Duranillin · Dwarda · Ejanding · Elabbin · Erikin · Gabbin · Gingin · Goomalling ·  Grass Valley · Greenhills · Guilderton · Gwambygine · Harrismith · Highbury · Hines Hill · Holt Rock · Hyden · Jelcobine · Jennacubbine · Jennapullin · Jitarning · Jurien Bay · Kalannie · Karlgarin · Kellerberrin · Kondinin · Kondut · Koojan · Koolyanobbing · Koorda · Korbel · Korrelocking · Kukerin · Kulin · Kulja · Kulyaling · Kunjin · Kununoppin · Kweda · Kwelkan · Kwolyin · Lancelin · Lake Brown · Lake Grace · Lake King · Ledge Point · Manmanning · Marvel Loch · Meckering · Meenaar · Merredin · Miling · Minnivale · Mogumber · Mokine · Moodiarrup · Mooliabeenee · Moora · Moorine Rock · Moorumbine · Moulyinning · Mount Hardey · Mount Kokeby · Mount Walker · Muchea · Mukinbudin · Muntadgin · Nalya · Nangeenan · Narembeen · Narrogin · New Norcia · Newdegate · Nilgen · Nokaning · North Bannister · Northam · Nukarni · Nungarin · Pantapin · Piawaning · Piesseville · Pingaring · Pingelly · Pithara · Popanyinning · Quairading · Quindanning · Regans Ford · Seabird · Shackleton · Southern Cross · Spencers Brook · Tammin · Tincurrin · Toodyay · Trayning · Varley · Wagin · Walebing · Walgoolan · Wandering · Wannamal · Watheroo · Welbungin · West Dale · West Toodyay · Westonia · Wialki · Wickepin · Wilbinga · Williams · Wongan Hills · Woodridge · Wubin · Wundowie · Wyalkatchem · Yealering · Yelbeni · Yellowdine · Yilliminning · Yerecoin · York · Yorkrakine · Yornaning · Yoting · Youndegin